# Rumour Has It (bài hát của Adele)
"Rumour Has It" là bài hát của ca sĩ-người viết bài hát người Anh Adele từ album phòng thu thứ hai của cô, 21 (2011-12). Bài hát được viết bởi Adele và Ryan Tedder và sản xuất bởi Ryan Tedder. Đây là đĩa đơn thứ tư từ album 21 của cô. Bài hát được xếp hạng 39 trên Billboard Hot 100 và lọt vào tốp 10 các nước Israel và Hàn Quốc.

## Bảng xếp hạng và chứng nhận doanh số
| Bảng xếp hạng (2011–12)                 | Vị trí cao nhất |
| --------------------------------------- | --------------- |
| Úc (ARIA)                               | 60              |
| Áo (Ö3 Austria Top 40)                  | 26              |
| Bỉ (Ultratop 50 Flanders)               | 46              |
| Bỉ (Ultratip Wallonia)                  | 7               |
| Canada (Canadian Hot 100)               | 16              |
| Pháp (SNEP)                             | 172             |
| Đức (GfK)                               | 68              |
| Hungary (Rádiós Top 40)                 | 36              |
| Israel (Media Forest)                   | 1               |
| Mexico (Billboard Mexican Airplay)      | 31              |
| Hà Lan (Dutch Top 40)                   | 21              |
| Hàn Quốc (GAON)                         | 1               |
| Liên hiệp Anh (Official Charts Company) | 85              |
| Hoa Kỳ Billboard Hot 100                | 16              |
| Hoa Kỳ Pop Airplay (Billboard)          | 8               |
| Hoa Kỳ Adult Pop Airplay (Billboard)    | 2               |
| Hoa Kỳ Adult Contemporary (Billboard)   | 4               |
| Hoa Kỳ Triple A (Billboard)             | 1               |

| Quốc gia                                                                           | Chứng nhận  | Số đơn vị/doanh số chứng nhận |
| ---------------------------------------------------------------------------------- | ----------- | ----------------------------- |
| Úc (ARIA)                                                                          | Vàng        | 35.000^                       |
| Canada (Music Canada)                                                              | Bạch kim    | 80.000*                       |
| Ý (FIMI)                                                                           | Vàng        | 15.000*                       |
| Hoa Kỳ (RIAA)                                                                      | 2× Bạch kim | 2.000.000*                    |
| * Chứng nhận dựa theo doanh số tiêu thụ. ^ Chứng nhận dựa theo doanh số nhập hàng. |             |                               |

| Bảng xếp hạng (2012)     | Vị trí |
| ------------------------ | ------ |
| Hoa Kỳ Billboard Hot 100 | 64     |